# سوزان البرتي
سوزان البرتي (بالإنجليزية: Susan Alberti)‏ هي سيدة أعمال أسترالية، ولدت في 18 مايو 1947.